# Jagoda Buić
Jagoda Buić Wuttke (Split, 14. ožujka 1930. – Venecija, 17. listopada 2022.) bila je hrvatska likovna umjetnica najpoznatija po svojim monumentalnim tekstilnim skulpturama i tapiserijama. Bavila se i kostimografijom, scenografijom, kiparstvom i slikarstvom, a bila je i kazališna redateljica.

## Životopis
Rođena je u obitelji intelektualaca i političkih aktivista — otac joj i pradjed po majčinoj strani bili su gradonačelnici Splita. Za fašističke okupacije Splita u Drugom svjetskom ratu izbačena je iz škole jer nije pozdravljala fašističkim pozdravom, a onda opet i po oslobođenju jer se nije htjela učlaniti u omladinski savez. Do mature živi kod materine sestre u Dubrovniku, a za rodni grad poslije izjavljuje »Split je grad za voljeti, ali ne za živjeti.«
Od 1949. studira u Zagrebu na tadašnjoj Akademiji za primijenjenu umjetnost i povijest umjetnosti na Sveučilištu u Zagrebu. Godine 1952. odlazi na studij filmske scenografije u studiju Cinecitta u Rimu. U Veneciji je studirala povijest i kostimografiju. U Beču 1954. biva nagrađena za diplomski rad napravljen na Akademiji za primijenjenu umjetnost, odjelima za unutarnju arhitekturu i za tekstil.
U Hrvatskom narodnom kazalištu u Splitu 1954. godine kreirala je kostime i scenografiju, a od 1955. radi i za kazališta u Osijeku i Zagrebu, za izvedbe Splitskog ljeta i od 1956. za Dubrovačke ljetne igre. Izradila je više od 150 kostima i scenografija. Njezini su kostimi za filmove Cesta duga godinu dana iz 1958. i Carevo novo ruho iz 1961. godine.
Godine 1959. odlučuje se posvetiti tapiseriji i postati samostalna umjetnica. Monumentalnu tapiseriju povodom proslave Dana mladosti i rođendana Josipa Broza Tita stvorila je 1961. u Beogradu. Godine 1963. izradila je drugu monumentalnu tapiseriju za predsjedničku rezidenciju.
Od 1972. ima atelijer u Parizu, u kojem povremeno boravi i nakon preseljenja u Washington 1982. godine usporedno s udajom za Hansa Wuttkea, potpredsjednika Svjetske banke. Dom je imala i u Provansi, Veneciji i Dubrovniku.
Svoju praksu teoretizira pozivanjem na mit o Arijadni. Miješa vunene niti s praznim prostorima kako bi im dala strukturu. Oslanja se na svoje slavenske korijene i tehnike tkanja predaka, radi na selu s tkaljama i bojačima, ponajviše u Sjenici na Pešterskoj visoravni. Tka prirodna vlakna, vunu i sisal. Njezine su tapiserije skulpture, a instalacije joj se referiraju na arhitekturu i spoj su kazališne scenografije i tapiserije.
Na drugome bijenalu tapiserije u Lausanni izlaže 1965. reljefne tapiserije karakteristične grube izrade Strukturalni triptih. Izvoran novi oblik trodimenzionalne tapiserije s kojom istražuje mogućnosti materijala (Vertikala I) izlaže 1968. na 34. bijenalu u Veneciji te 1969. na svjetskim izložbama u New Yorku (Wall Hangings u Muzeju moderne umjetnosti (MoMA)), Amsterdamu (Perspectief in Textiel) i Madridu (Exposición internacional de expeiencias artistico-textiles). U rujnu 1975. Muzej moderne umjetnosti grada Pariza posvećuje joj izložbu. Godine 1976. njezine je kreacije predstavio Muzej dekorativne umjetnosti u Nantesu.
Tkanja postavlja u prostor poput skulpture (Bijeli prostor iz 1977.), često velikih dimenzija (Ritam II iz 1978. i Modra stabla iz 1980). Izrađuje monumentalne instalacije od čelika (Ruža vjetrova iz 1987., postavljena na rivi u Splitu). Godine 1991. rad joj je bio predstavljen u Muzeju suvremene tapiserije Jean-Lurçat u Angersu. Godine 2011. Muzej primijenjene umjetnosti u Zagrebu posvetio joj je veliku retrospektivu, a Muzej Revoltella u Trstu 2014.
U Kazalištu Gavella režirala je 1997. godine predstavu Richard III. (Shakespeare), no predstava je nakon četiri izvedbe zabranjena jer se posumnjalo da aludira na tadašnju hrvatsku vlast.
U poznim godinama ostavlja se tekstila i radi s papirom, kartonom i komadićima vune (Moderator iz 2006. godine, Školjka iz 2008. godine). Godine 2021. njezini su radovi predstavljeni u sklopu izložbe Elles font l'abstraction u Centru Georges Pompidou u Parizu.

## Nagrade i priznanja
- 1957. – Srebrna medalja, Milano Triennale
- 1976. – Herderova nagrada[14]
- 2014. – Nagrada Vladimir Nazor za životno djelo Ministarstva kulture Republike Hrvatske[15]

## Intervjui
- Grimmer, Vera. 15. rujna 2015. Uranjanje u ishodište mita (PDF). Oris. 96
- Car, Maja. 2016. Kad bih bila 50 godina mlađa, snimila bih film o Titu. Za mladog Tita uzela bih DiCaprija, a za starijeg Crowea. Večernji list. Pristupljeno 21. listopada 2022.
- Hribar, Svjetlana. 26. veljače 2017. Jagoda Buić: Još uvijek se nadam da ću Smoji na Matejuški napraviti spomenik. Novi list (engleski). Pristupljeno 21. listopada 2022.

## Vanjske poveznice
- Jagoda Buić u internetskoj bazi filmova IMDb-u (engl.)
- Fiber Art Gallery – Jagoda Buić: the creator of textile scenographies  Arhivirana inačica izvorne stranice od 12. studenoga 2022. (Wayback Machine) (engl.)
- The Calvert Journal – Edmée Lepercq: »Jagoda Buić deconstructed Balkan weaving traditions, turning threads into sensuous textile environments« (engl.)